# Tomohide Utsumi
Tomohide Utsumi (内海知秀?, Utsumi Tomohide; Misawa, 7 dicembre 1958) è un ex cestista e allenatore di pallacanestro giapponese.

## Carriera
Ha guidato il Giappone a due edizioni dei Giochi olimpici (Atene 2004, Rio de Janeiro 2016) e ai Campionati mondiali del 2014.